# Barra d'Alcântara
Barra d'Alcântara est une municipalité brésilienne située dans l'État du Piauí.